# Четвёртый дивизион чемпионата мира по хоккею с шайбой среди женщин
Четвёртый дивизион чемпионата мира по хоккею с шайбой среди женщин — спортивное соревнование по хоккею с шайбой, проводимое под эгидой ИИХФ в 2005, 2007, 2008 и 2011 годах.

## История
В 2004 году две худшие команды III дивизиона - сборные Румынии и Республики Корея вылетели в образованный IV дивизион. В 2005  2007 и в 2008 годах дивизион был самым низшим в женском хоккее. В 2011 году, единственный раз, проводились соревнования в V дивизионе. В 2012 году, связи с появлением во II дивизионе двух групп — А и В третий, четвёртый и пятый дивизионы были ликвидированы.

## Результаты

### 2005–2008
| Год  | Перешли в третий дивизион | Перешли в пятый дивизион |
| ---- | ------------------------- | ------------------------ |
| 2005 | Республика Корея          | —                        |
| 2007 | Хорватия                  | —                        |
| 2008 | —                         | Турция                   |

### 2011
| Год  | Вышли в группу А второго дивизиона | Вышли в группу В второго дивизиона |
| ---- | ---------------------------------- | ---------------------------------- |
| 2011 | Новая Зеландия                     | Республика Корея, Исландия, ЮАР    |